# Pierre-Marie Michel
Pierre-Marie Michel (16 mars 1930 à Yabassi - 2006 à Montpellier, inhumé à La Grand-Combe) est un membre du Conseil économique et social du Conseil régional du Languedoc-Roussillon et de la Chambre de commerce et d'industrie de Nîmes. Il est l'auteur de quatre ouvrages de poésie et d'articles dans La revue du Vivarais.

## Biographie
Pierre-Marie Michel, né le 16 mars 1930 à Yabassi, au Cameroun, où son père dirigeait un comptoir commercial, est issu d'une famille de Saint-Étienne-de-Lugdarès.
Il étudie à l'École supérieure de commerce, obtient une maîtrise et un DEA de droit administratif en 1951. Il suit ensuite les cours de l'École nationale des impôts, en 1955.
En 1959, il entre au CEA au Site nucléaire de Marcoule où il effectue toute sa carrière durant laquelle il s'occupe d'affaires commerciales, de gestion et de questions juridiques (juriste). En 1976, il est nommé chef de section économique, puis adjoint au directeur pour les affaires générales: une forte implication au CEA qui représente alors l'entreprise la plus importante dans le tissu économique locorégional. Il sera alors un des proches de Georges Besse.
Plus tard, il devient vice-président du Conseil économique et social du Conseil régional du Languedoc-Roussillon, puis président de la commission à l'Aménagement du territoire.
En 1982, il est élu vice-président de la Chambre de commerce et d'industrie de Nîmes puis président du conseil d'administration de l'École pour les études et la recherche en informatique et électronique.
De 1997 à 2000, il est vice-président de la Commission des Affaires européennes des Chambres françaises de commerce et d'industrie.
À noter ses activités caritative et humanitaires : à Bagnols-sur-Cèze, il adhère au mouvement des cadres chrétiens. À Nîmes, il sera membre actif du comité d'art chrétien. Il sera président du Secours catholique du Gard. Il aura une activité dynamique au sein du comité contre la faim et pour le développement (CCFD)
Côté extra-professionnel, il est élu secrétaire de La Revue du Vivarais. Il est aussi vice-président du Centre d'Études et d'Histoire religieuse méridionale. Il effectue des recherches sur deux siècles de l'histoire de la Chambre de commerce et d'industrie de Nîmes.
Appartenant à l'Académie de Lascours, il la préside de 1992 à 1993. Il est également membre de l'Académie de Nîmes de 2003 à sa mort.

## Auteur
Articles dans La Revue du Vivarais : Église de Saint-Étienne-de-Lugdarès, (n° 775), Notre Dame des Neiges (la vieille Trappe), (n° 747).
Poésie :
- Les garrigues, Points et Contrepoints, 1968.
- L'écorce la feuille, Formes et langage, 1970.
- L'heure médiane, Formes et langages, 1973.
- Cartulaire valaisan, Formes et langages, 1975.

Régionalisme : Les Pagels de l'Ardèche et leurs seigneurs, Éditions Roudil, 1973 (non prouvé)[réf. nécessaire]

## Distinctions
- Prix de la législation financière de la Faculté de Montpellier,
- Prix Orange club de la Presse et le Prix Brocéliande des écrivains de l'Ouest,
- Chevalier de l'Ordre national du Mérite,
- Chevalier des Palmes académiques,
- Chevalier de la Légion d'honneur.